# Cybill
Cybill är en amerikansk komediserie med Cybill Shepherd i huvudrollen. Serien har i Sverige sänts på TV4 Komedi.